# Ат-Баши (река)
Ат-Баши (кирг. Атбашы дарыясы) — река в Ат-Башинском районе Нарынской области Киргизской Республики.
Левый приток реки Нарын. Исток реки находится на северном склоне хребта Янги-Джер у слияния рек Улан и Джанги-Дшер.
Основные гидрологические характеристики: длина — около 140 км (с истоком реки Дшанги-Дшер — 178 км), площадь бассейна — 5540 км², средняя высота — 3060 м, средний расход воды — 33,1 м³/с. Средний модуль стока — 5,98 л/(с×км²).
Первоначально течёт в западном направлении через Атбашинскую котловину. Позже река поворачивается на север. С левой стороны в неё впадает наибольший приток р. Каракоюн. Затем, проходит через ущелье горного хребта Атбаши в северном направлении. В 5 км в устье Нарына находится плотина, сооружена Ат-Башинская ГЭС.
Населённые пункты, расположенные вдоль берегов реки Ат-Баши: Ат-Баши, Баш-Кайынды и Талды-Суу.